# Metro w Maladze
Metro w Maladze (hiszp. Metro de Málaga) to system szybkiej kolei miejskiej, zlokalizowany w Maladze, w Andaluzji. Składa się z 2 linii o długości 11,3 km.
Malaga jest siódmym miastem w Hiszpanii z metrem. Budowa rozpoczęła się w 2006 roku i kosztowała 594 miliony euro.
W perspektywie długoterminowej mają zostać rozbudowane obecnie istniejące linie oraz zbudowane kolejne cztery.
| Ozn. | Trasa                                | Długość | Liczba stacji | Otwarcie |
| ---- | ------------------------------------ | ------- | ------------- | -------- |
| 1    | El Perchel ↔ Andalucía Tech          | 6,7 km  | 11            | od 2014  |
| 2    | El Perchel ↔ Palacio de los Deportes | 4,6 km  | 7             | od 2014  |